# Myrviken
Myrviken är en tätort vid [[ i Ovikens distrikt i Bergs kommun. Orten ligger längst in i viken Myrviken i södra Storsjön.
I Myrviken finns bland annat en grundskola, idrottshall, bibliotek, bensinstation, restaurang, livsmedelsbutik, två frisersalonger, brandstation, däckservice, turistbyrå, en verkstad och ett kafé.
Strax öster om samhället ligger dansstället Fröjdholmen.

## Befolkningsutveckling
| Befolkningsutvecklingen i Myrviken 1960–2020                      | Befolkningsutvecklingen i Myrviken 1960–2020 | Befolkningsutvecklingen i Myrviken 1960–2020 | Befolkningsutvecklingen i Myrviken 1960–2020 | Befolkningsutvecklingen i Myrviken 1960–2020 |
| ----------------------------------------------------------------- | -------------------------------------------- | -------------------------------------------- | -------------------------------------------- | -------------------------------------------- |
|                                                                   |                                              |                                              |                                              |                                              |
| År                                                                |                                              |                                              | Folkmängd                                    | Areal (ha)                                   |
| 1960                                                              | 1960                                         |                                              | 169                                          | ¤                                            |
| 1965                                                              | 1965                                         |                                              | 219                                          |                                              |
| 1970                                                              | 1970                                         |                                              | 235                                          |                                              |
| 1975                                                              | 1975                                         |                                              | 223                                          |                                              |
| 1980                                                              | 1980                                         |                                              | 268                                          |                                              |
| 1990                                                              | 1990                                         |                                              | 222                                          | 33                                           |
| 1995                                                              | 1995                                         |                                              | 242                                          | 34                                           |
| 2000                                                              | 2000                                         |                                              | 237                                          | 34                                           |
| 2005                                                              | 2005                                         |                                              | 224                                          | 34                                           |
| 2010                                                              | 2010                                         |                                              | 239                                          | 34                                           |
| 2015                                                              | 2015                                         |                                              | 295                                          | 101                                          |
| 2020                                                              | 2020                                         |                                              | 291                                          | 91                                           |
| Anm.: Ny tätort 1965 ¤ Som tätortsbebyggelse med 150-199 invånare |                                              |                                              |                                              |                                              |

## Källir